# Opisthopatus herbertorum
Opisthopatus herbertorum är en klomaskart som beskrevs av Hilke Ruhberg och Hamer 2005. Opisthopatus herbertorum ingår i släktet Opisthopatus och familjen Peripatopsidae. Inga underarter finns listade i Catalogue of Life.